# Балковец, Юре
Ю́ре Ба́лковец (словен. Jure Balkovec; родился 9 сентября 1994 года, Ново-Место, Словения) — словенский футболист, защитник клуба «Аланьяспор» и сборной Словении. Участник чемпионата Европы 2024.

## Клубная карьера
Балковец — воспитанник клуба «Бела Крайина». 13 марта 2011 года в матче против «Доба» он дебютировал во Втором дивизионе Словении. Летом того же года Балковец перешёл в «Домжале». 20 августа в матче против «Горицы» он дебютировал в чемпионате Словении. 17 мая 2012 года поединке против «Нафта 1903» Юре забил свой первый гол за «Домжале». В начале 2014 года для получения игровой практики Балковец был арендован клубом «Крка». 16 апреля в матче против «Триглава» он дебютировал за новую команду.
Летом 2014 года Балковец на правах аренды перешёл в «Радомлье». 20 июля в матче против «Копера» он дебютировал за новый клуб. Летом 2015 года Юре вернулся в «Домжале» и в 2017 году помог клубу завоевать Кубок Словении.
В начале 2018 года Балковец перешёл в итальянский «Бари». 13 марта в матче против «Специи» он дебютировал в итальянской Серии B. 27 апреля в поединке против «Виртус Энтелла» Юре забил свой первый гол за «Бари». Летом того же года Балковец подписал контракт с «Эллас Верона». 1 сентября в матче против «Козенци» он дебютировал за новую команду. Летом 2019 года Балковец был арендован «Эмполи». 25 августа в матче против «Юве Стабия» он дебютировал за новую команду. 7 декабря в поединке против «Асколи» Юре забил свой первый гол за Эмполи.

## Международная карьера
13 января 2017 года в матче товарищеском матче против сборной Финляндии Балковец дебютировал за сборную Словении.
Со своей сборной вышел в плей-офф Евро-2024, где команда играла против сборной Португалии. Игра продлилась вплоть до серии послематчевых пенальти. К сожалению для игрока и сборной Юре Балковец не забил в серии, как и другие партнеры Йосип Иличич и Беньямин Вербич.

## Достижения
Командные
 «Домжале»
- Обладатель Кубка Словении — 2016/2017